# Gryon neotropicum
Gryon neotropicum är en stekelart som beskrevs av Lubomir Masner 1979. Gryon neotropicum ingår i släktet Gryon och familjen Scelionidae. Inga underarter finns listade i Catalogue of Life.